# Roman Egorov
Roman Nikolaevič Egorov (in russo Роман Николаевич Егоров?; Leningrado, 25 gennaio 1974) è un ex nuotatore russo.

## Carriera
Specializzato nello stile libero e nelle staffette, ha conquistato due medaglie d'argento alle Olimpiadi di Atlanta 1996.

## Palmarès
- Giochi olimpici

Atlanta 1996: argento nella 4x100m sl e nella 4x100m misti.
- Mondiali

Perth 1998: bronzo nella 4x100m sl.
- Europei

Vienna 1995: oro nella 4x100m sl.
Siviglia 1997: oro nella 4x100m sl.